# Ajax Marsch
Ajax Marsch (ook Ajax Mars) is het officiële clublied van de Nederlandse profvoetbalclub AFC Ajax uit Amsterdam.
Het nummer stamt uit 1918 en is geschreven door Dirk Knegt en op muziek gezet door de Belgische componist Emile Painparé. Het werd geschreven voor het eerste landskampioenschap, en wordt gespeeld bij de opkomst van de spelers, waar het door de supporters luidkeels wordt meegezongen.